# 주룽산역
주룽산역(중국어: 九龙山站)은 중국 베이징시 차오양구 솽징 가도와 진쑹 가도의 경계에 있는 광취로 및 시다왕로 교차로에 위치하고 있으며 베이징 지하철 7호선과 14호선의 지하철 환승역에 속한다. 7호선 부분은 2014년 12월 28일 노선 개통과 함께 개장되었으며, 14호선 부분은 2015년 12월 26일 개장되었다.

## 위치
주룽산역은 베이징시 동부에 위치하고 있으며, 3환로와 4환로 사이에 광취로(동서 방향)와 시다왕로(남북향)의 교차로에 있다. 7호선 역은 동서로, 14호선 역은 남북으로 배치되어 있다.

## 역 구조
두 노선 모두 지하역이며, 14호선역이 위고, 7호선역이 아래다. 7호선역은 교차로 동쪽에 있으며, 14호선역은 교차로를 가로질러 “T”자 모양으로 교차한다.
7호선의 역은 지하 2층으로 2기둥 3경간 아치형 구조로 섬식 승강장으로 설계되었다. 14호선의 역은 섬식 승강장으로 구성되었다. 양 노선 역사 모두 NATM 공법의 변형인 천매암알법(浅埋暗挖法)으로 건설되었으며, 그 중 7호선 역의 샤프트 깊이는 35m로 베이징 지하철의 역 중 가장 깊다.

### 층별 구조
| 지면층                | 거리                            | A－G출구                               |
| 지하 1층              | 14호선 대합실                   | 고객 센터, 자동 발매기, 개집표기       |
| 지하 2층              | 7호선 대합실                    | 고객 센터, 자동 발매기, 개집표기       |
| 지하 2층              | ←                               | ■ 14호선 장궈좡 방면 (핑러위안)        |
| 지하 2층              | 섬식 승강장, 왼쪽 출입문이 열림 |                                        |
| 지하 2층              | →                               | ■ 14호선 산거좡 방면 (다왕루)          |
| 지하 3층 7호선 승강장 | ←                               | ■ 7호선 베이징 서역 방면 (솽징)        |
| 지하 3층 7호선 승강장 | 섬식 승강장, 왼쪽 출입문이 열림 |                                        |
| 지하 3층 7호선 승강장 | →                               | ■ 7호선 유니버설리조트 방면 (다자오팅) |

### 대합실
7호선 주룽산역 대합실에는 광취로와 시다왕로 교차로 동쪽 지하에 전체적으로 위치하고 있으며, 남쪽의 벽에는 《산광수색(山光水色)》이라는 벽화가 설치되어 있다. 14호선 승강장은 길목의 남북 양측에 각각 위치하고 있다.

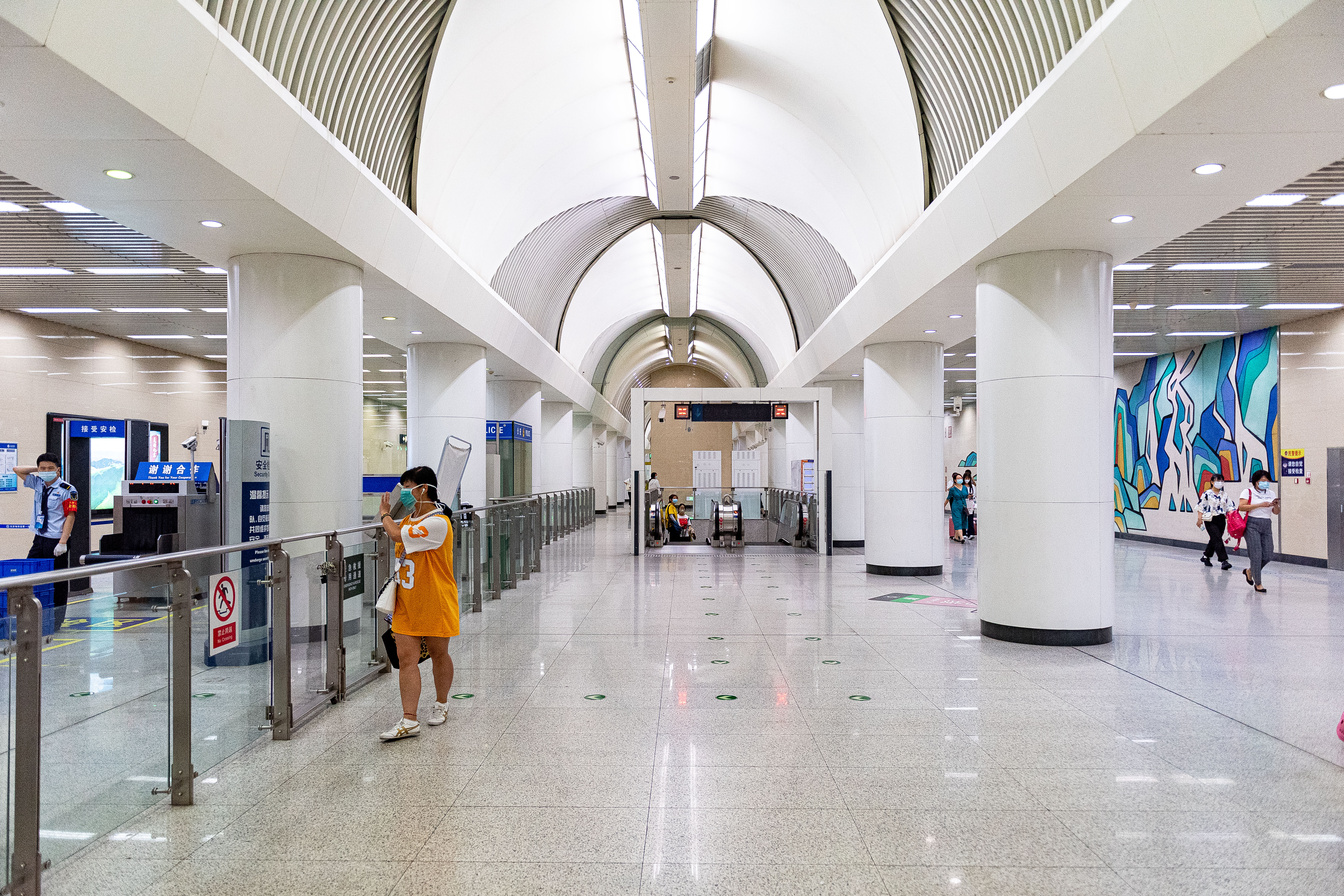
7호선 대합실
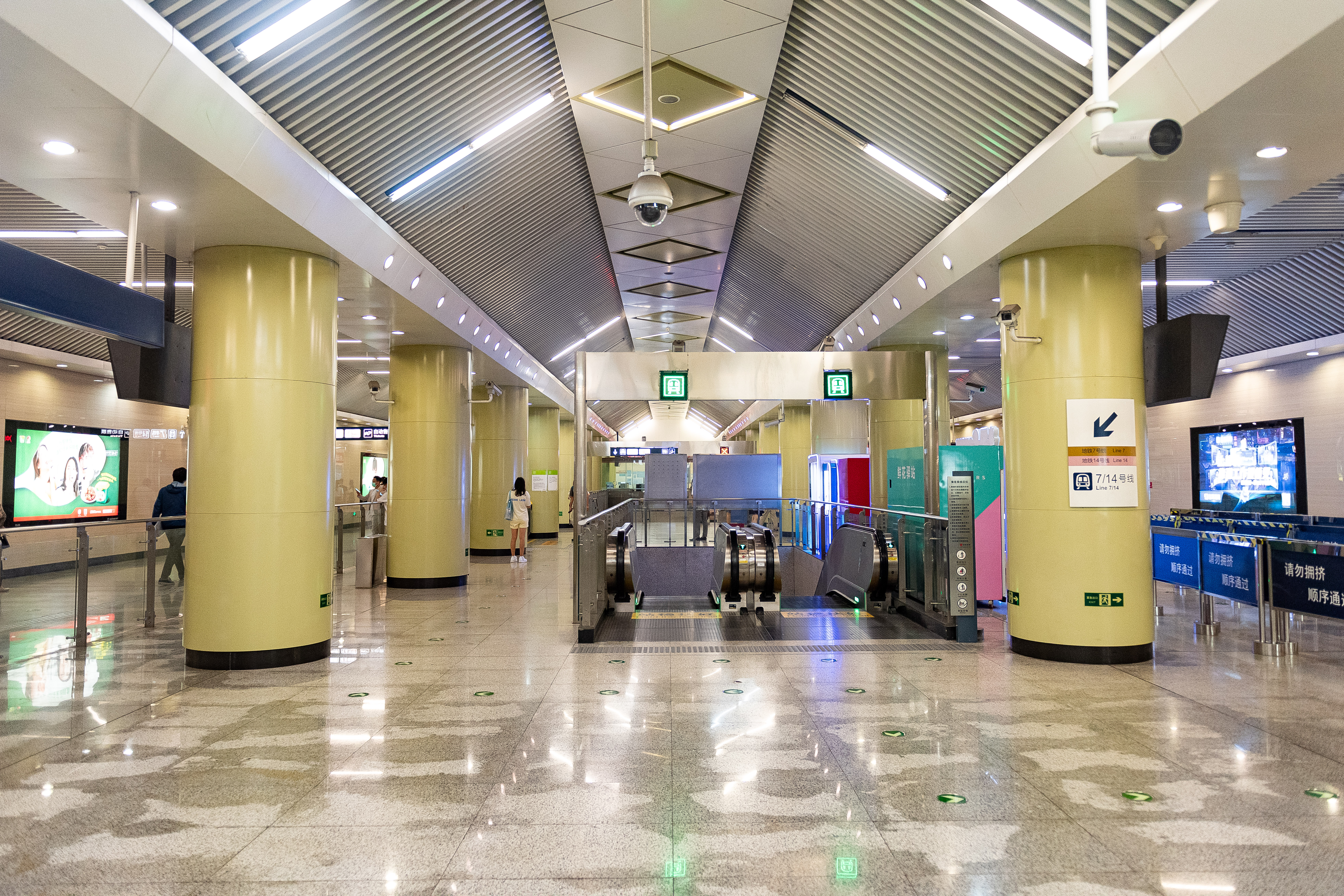
14호선 북대합실
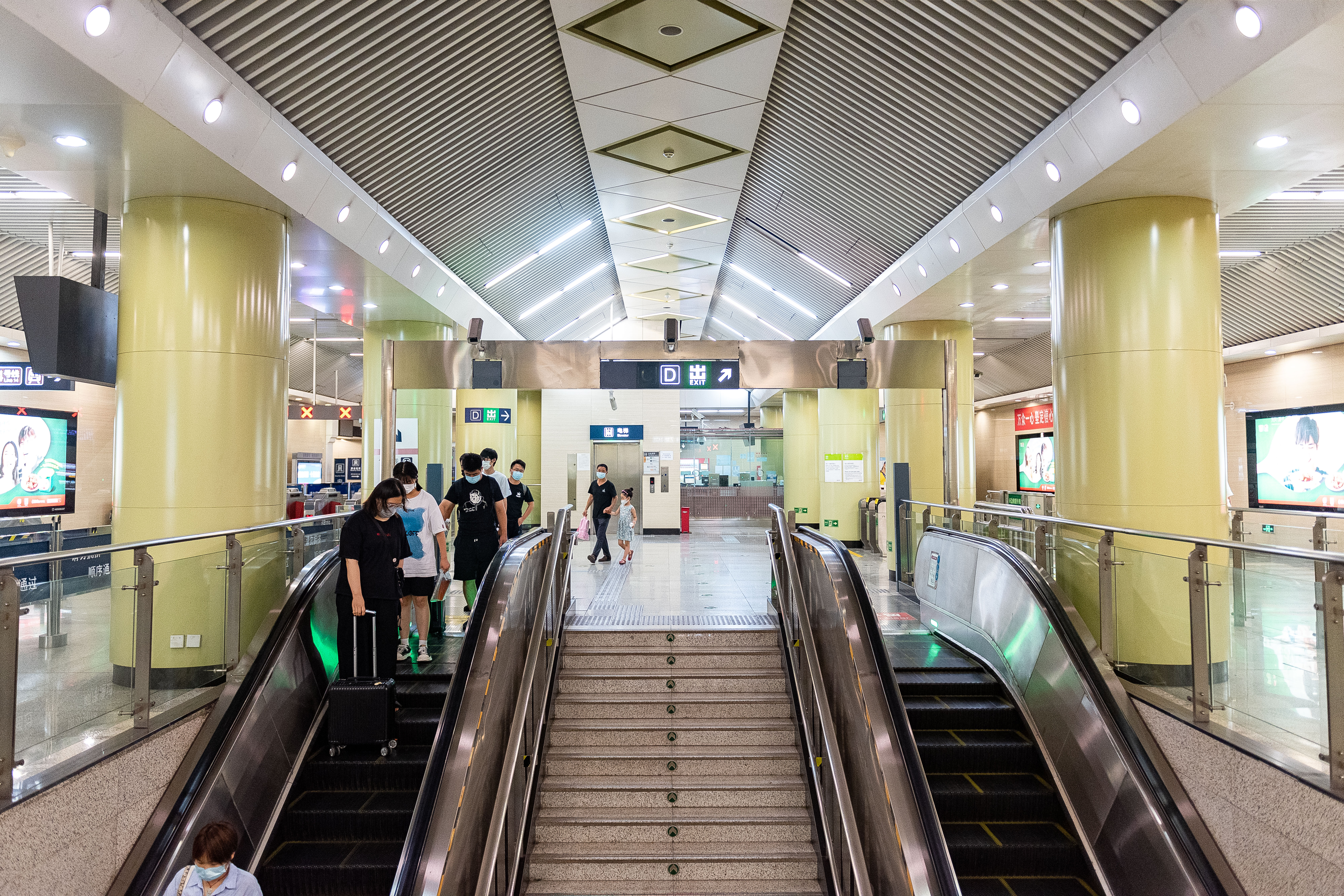
14호선 남대합실

### 승강장 및 환승
7호선 주룽산역은 광취로 아래에 섬식 승강장으로 이루어졌다. 14호선 주룽산역은 시다왕로 아래에 섬식 승강장으로 이루어졌다. 7호선 승강장 서쪽 끝에 주차선이 있고, 14호선 승강장 남쪽에 주차선이 있다. 14호선 승강장 중앙에 7호선 승강장으로 연결되는 계단이 있어 14호선에서 7호선으로 환승할 수 있으며, 7호선에서 14호선으로 환승할 수 있는 역간 통로도 2개 있다.

## 출구
주룽산역에는 현재 5개의 출구가 있는데, 이 중 A·B·D출구는 14호선 대합실과, E·G출구는 7호선 대합실과 연결되어 있다. B·E출구에는 모두 베이징 차오양 合生汇 지하 1층과 지하 2층으로 통하는 통로가 설치되어 있다.
|                         |                                                                                    |      |             |
|                         |                                                                                    |      |             |
| 출구                    | 출구 인근                                                                          | 사진 | 무장애 시설 |
| 出口 · A                | 광취로(북측), 시다왕로(서측), 와이치 빌딩(外企大厦), 까르푸(베이징 솽징점)         |      |             |
| 出口 · B                | 시다왕로(동측), 베이징 차오양 합생회, 푸디 서우푸(复地·首府), 스다이디징(时代帝景) |      |             |
| 出口 · D                | 광취로(남측), 시다왕로(서측), 탕런 빌딩(唐人大厦), 하오란 빌딩(浩然大厦)           |      |             |
| 出口 · E                | 광취로(북측), 베이징 차오양 합생회, 스다이디징                                     |      |             |
| 出口 · G                | 광취로(남측), 주장디징(珠江帝景)                                                   |      |             |
| 아이콘 설명: 엘리베이터 |                                                                                    |      |             |